# Somewhere Else (Sun-Ra-Album)
Somewhere Else ist ein Jazzalbum von Sun Ra. Die am 5. Dezember 1988 in den Variety Recording Studios, New York City, und Mitte November 1989 in den BMG Studios, New York City, in verschiedenen Besetzungen entstandenen Aufnahmen erschienen 1993 auf Rounder Records, in Deutschland auf dem Label Zensor.

## Hintergrund
Vier verschiedene Gruppenkonstellationen unter der Leitung von Sun Ra sind auf diesem wohl kurz nach dem Tod des Bandleaders im Mai 1993 erschienenen Album vertreten. Es sind Sun Ras übliche Bandmitglieder dieser Zeit auf den meisten Aufnahmen zu hören, darunter die Sängerin June Tyson, der Trompeter Michael Ray, der Altsaxophonist Marshall Allen und der Tenorsaxophonist John Gilmore. Des Weiteren wirkten bei diesen Sessions aber mehrere Gastmusiker mit, der Schlagzeuger Billy Higgins, Posaunist Julian Priester, Don Cherry an der Taschentrompete, Altsaxophonist James Spaulding und (kurz aus dem Ruhestand) der Trompeter Tommy Turrentine.
Das meiste Material, das bei den Sessions vom Dezember 1988 entstanden war, wurde bereits zu Lebzeiten Sun Ras auf dessen Album Blue Delight veröffentlicht, während die Aufnahmen vom November 1989 von der Session zu Purple Night übrig waren. Als das Stück „Somewhere Else“ aufgenommen wurde, ging versehentlich das Tonband zu Ende. Um daher einen guten Übergang zwischen den beiden Teilen von „Somewhere Else“ herzustellen, wurde „Somewhere Else Part 1“ ausgeblendet und „Somewhere Else Part 2“ eingeblendet.
Hartmut Geerken und Chris Trent zufolge entspricht „Everything Is Space“ dem Titel „There Is Change in the Air“ von The Antique Blacks.

## Titelliste
- Sun Ra: Somewhere Else (Rounder 3036)[5]

1. Priest 4:01
2. Discipline / Tall Trees in the Sun 8:26
3. ’S Wonderful (George Gershwin, Ira Gershwin) 5:32
4. Hole in the Sky 7:31
5. Somewhere Else, Part 1 8:38
6. Somewhere Else, Part 2 2:41
7. Stardust for Tomorrow 4:56
8. Love in Outer Space 12:01
9. Everything Is Space 3:57
10. Tristar 3:31

Wenn nicht anders vermerkt, stammen die Kompositionen von Sun Ra.

## Die Sessions
- 5. Dezember 1988: Julian Priester (trb), Sun Ra (keyb), John Ore (kb); Jaribu Shahid (kb), Billy Higgins (dr), Earl „Buster“ Smith (dr).

Priest
- 5. Dezember 1988: Sun Ra (p, synth), Don Cherry (pocket tp), Fred Adams (tp), Michael Ray (tp), Ahmed Abdullah (tp), Jothan Callins (tp), Al Evans (tp, flhn), Tyrone Hill (trb), Julian Priester (trb), Reynold Scott (bar, fl), James Spaulding (as, fl), Marshall Allen (as, fl, perc), John Gilmore (ts, perc), James Jacson (Fagott, Ancient Egyptian Infinity Drum), Rollo Radford (e-b) John Ore (kb), June Tyson (voc, vln), Earl „Buster“ Smith (dr), Eric „Samurai“ Walker (dr), Thomas „Bugs“ Hunter (dr), Elson Nascimento- (surdo, perc) Jorge Silva (repinique, perc).

Love in Outer Space
- 5. Dezember 1988: Selbe Besetzung wie in „Love in Outer Space“, zusätzlich mit Jaribu Shahid (voc), Tani Tabbal (voc).

Everything Is Space
- 5. Dezember 1988: Ra (p), John Ore (kb), Jaribu Shahid (kb), Billy Higgins (dr), Earl „Buster“ Smith (dr).

Tristar
- November 1989: Sun Ra (p, syn), Fred Adams- (tp), Tommy Turrentine (tp), Ahmed Abdullah (tp), Al Evans (flhn, frh), Tyrone Hill (trb), Julian Priester (trb), Marshall Allen (as, fl, ob, cl), Noel Scott (as, perc), John Gilmore (ts, cl, perc), Danny Ray Thompson (bar, fl, bgo), Eloe Omoe (bcl, as, contra-alto cl, perc), James Jacson (bsn, fl, perc), Bruce Edwards (e-git), Carl LeBlanc (e-git solos), John Ore (kb), Billy Higgins (dr), Earl „Buster“ Smith-dr, Elson Nascimento (perc).

Discipline/Tall Trees in the Sun
’S Wonderful
Hole in the Sky
Somewhere Else Part 1
Stardust from Tomorrow

## Rezeption
Scott Yanow verlieh dem Album in Allmusic vier Sterne und meinte, dies sei ein faszinierendes, wenn auch generell etwas stümperhaft [zusammengefügtes] Album. Die verschiedenen Ensembles würden einige der typisch exzentrischen Sun-Ra-Kompositionen spielen, darunter „Stardust for Tomorrow“, „Love in Outer Space“ und „Hole in the Sky“, in Bands von vier (in einem ungewöhnlichen Quartett aus Don Cherry, James Spaulding, Sun Ra und Sängerin June Tyson[sic]) bis hin zu 22 Musikern. Aufgrund der Vielfalt und des sehr interessanten Personals sowie vieler Beispiele, in denen sich der Keyboarder und Bandleader entfalte, sei dieses etwas obskure Werk Sun-Ra-Sammlern sicher zu empfehlen.